# 蔵米知行
蔵米知行（くらまいちぎょう）とは、蔵米給与（くらまいきゅうよ）とも呼ばれ、江戸幕府や藩が家臣に対して、俸禄として知行地の代わりに蔵米（幕府の場合は特に廩米とも）を支給すること。これを受けた家臣を蔵米取（くらまいどり）と呼ぶ。
ただし、蔵米知行を名目上の知行高を持ち、実際の支給は知行高に免を掛けた額を支給する者、蔵米取は実際の手取額のみが明示される者を指す場合もあり、両者を合わせて俸禄制（ほうろくせい）とも称する。

## 概要
本来、武士においては主君は家臣に対してその所領の一部を知行地として与える地方知行が基本であった。
しかし江戸時代中期頃からは、
- 主君である将軍あるいは大名への土地支配権力の集中
- 藩中央と家臣の年貢米売却の競合による米価下落に伴う換金収入減少など財政上の都合
- 基本的に家臣が城下町で居住することが一般的になり、知行地が城下町から見て遠隔地である場合や相給で給地が複数の村に分散して拝領されている場合には災害による損失の見立てなどで地方知行では不便で、災害時には減収になって収入が安定しないという弊害があった

などの理由から、地方知行を止めて蔵米知行に切り替える場合が増加した。
当初は蔵米が直接家臣に渡されたが、後には札差が公定価格で引き取って手数料を差し引いた後に家臣に代金を渡す方式も取られるようになった。
明治2年（1869年）の版籍奉還に伴う禄制改革によって、大名も含めた全ての地方知行が廃止され、蔵米知行のみとなる。だが、それも廃藩置県を経て明治9年（1876年）の秩禄処分によって完全に廃されることとなった。